# Vendela Fredricson
Vendela Fredricson, född 1974 i Järna, är en svensk författare som debuterade med romanen, Landar (2006) och har även gett ut Diktafon (2009) och Sapfos tvillingar 2011. Vid sidan av sitt författarskap har hon bland annat förvärvsarbetat som ljudtekniker och busschaufför.
Hennes verk inkluderar även kulturjournalistik, där hon exempelvis haft Aftonbladet och Svenska Dagbladet som arbetsköpare.